# フジテレビ系列平日昼前の情報番組枠
フジテレビ系列平日昼前の情報番組枠（フジテレビけいれつへいじつひるまえのじょうほうばんぐみわく）は、フジテレビをはじめとするFNS系列（一部の局を除く）にて平日（月 - 金曜日）10・11時台にかけて放送されている情報番組のことである。2012年4月以降は『ノンストップ!』が該当する。

## 歴史
1971年にフジサンケイグループは通信販売事業に参入するため、販売会社ディノスを設立。翌年1972年4月に夕方16時台に放送していた生放送の通販番組『リビング4』の姉妹番組として『リビング11』が開始したのを始まりとする。以来11時台に通販枠を継続している。
1982年4月1日より、フジテレビの経営改革の一環で通販専門番組からワイドショー番組の体裁に改めた『ワイドワイドフジ』がスタート。この頃より10時から11時25分までの85分番組として放送する、これは『生島ヒロシのもっと・自由な生活』まで続く。
1990年10月1日：『奥さまお手をどうぞ!』がスタート。前座番組に『妻たちの劇場』（10:00 - 10:30〈JST〉）開始により、1時間番組に戻る。
1994年1月に『妻たちの劇場』が終了し、『どうーなってるの?!』が1時間から90分のワイド番組に切り替わる。
2010年3月29日より『知りたがり!』開始で、更に95分のワイド番組に切り替わる。また、同番組は歴代番組ではほとんど扱ってこなかった政治や社会事件といった時事系の話題を中心に取り扱う。加えて歴代番組を制作してきたNEXTEP（旧・日本テレワーク）が制作に関与していない番組でもあった。
2012年4月2日より『知りたがり!』を平日午後枠に移動させ、設楽統・山﨑夕貴司会の新情報番組『ノンストップ!』がスタートした。同時にNEXTEPが2年ぶりに制作会社に復帰した。

## 主な番組
主婦層を視聴者ターゲットとしており、生活情報や『夕食ばんざい』をはじめとする料理コーナー、ディノスによる通販コーナーが番組の根幹となっている。特徴として生活においてのさまざまなトラブルを再現ドラマにして紹介する手法がとられており、マンネリにより消滅しては復活を繰り返していたが、『知りたがり!』以降はツイッターなどを活かしながらのディスカッションが主軸となっている。
- 『リビング11』（1972年1月31日 - 1982年3月31日）
- 『ワイドワイドフジ』（1982年4月1日 - 1985年3月29日）
- 『荒川強啓のらくらくTOKIO』（1985年4月1日 - 1986年3月28日）
- 『美味しんぼ倶楽部』（1986年3月31日 - 1989年3月31日）
- 『生島ヒロシのおいしいフライパン』（1989年4月3日 - 1990年3月30日）
- 『生島ヒロシのもっと・自由な生活』（1990年4月2日 - 9月28日）
- 『奥さまお手をどうぞ!』（1990年10月1日 - 1991年9月27日）
- 『ザ・ビッグチャンス!』（1991年9月30日 - 1992年4月3日）
- 『ジョーダンじゃない!?』（1992年4月6日 - 1993年4月2日）
- 『どうーなってるの?!（→噂のどーなってるの?!）』（1993年4月5日 - 2001年3月30日）
- 『こたえてちょーだい!』（2001年4月2日 - 2007年3月30日）
- 『わかってちょーだい!』（2007年4月2日 - 9月28日）
- 『ハピふる!』（2007年10月1日 - 2008年9月26日）
- 『スパイスTV どーも☆キニナル!』（2008年9月29日 - 2010年3月26日）
- 『知りたがり!』（2010年3月29日 - 2012年3月30日）
- 『ノンストップ!』（2012年4月2日 - ）

## 系列局の独自制作番組
一部地域の系列局ではフジテレビの番組をネットせず、独自制作の番組を放送している。これらの局では番組が休止となっても東京からのネットを受けることはほとんどといっていいほどない（数少ない例としては、報道特別番組やスポーツ中継などのクッションとなる場合）。

### 石川テレビ
- 『情報招きネコ』
- 『石川さん情報Live リフレッシュ』

### 東海テレビ
- 『ぴーかんテレビ』
- 『スイッチ!』

### 関西テレビ
- 『奥さまリビング』
- 『ほっとタイム10時です!』
- 『ワイドショーWHO』
- 『Aタイム』
- 『トナリnoとなり』
- 『やる気タイム・10』
- 『痛快!エブリデイ』
- 『ごきげんライフスタイル よ〜いドン!』

### テレビ新広島
- 『さ・わ・や・かテレ美人』
- 『どっこい!神田の日めくりテレビ』
- 『ひろしま満点ママ!!』

### テレビ西日本
- 『あなたの11』
- 『あなたのスタジオ』
- 『スタジオ'xx』（xxには西暦年号が入る）
- 『テレビスパイス』
- 『モーニングミント』
- 『夢色レディスショック』（金曜のみ）
- 『夢色パレット』（金曜のみ）
- 『ももち浜ストア』

### テレビ熊本
- 『英太郎のかたらんね』

### テレビ宮崎
- 『UMKママ感情報PAKUPAKU』
- 『UMK情報net3きゅう』[2]